# Macao Band
Macao Band' je glazbeni sastav iz Livna.
Djeluje od 2005. godine.
Sastav su osnovali bubnjar, frontman i manager Tomislav Maleta-Tone i pjevač Jakov Kasalo. Ostali članovi su vokalistica Ana Pavić, klavijaturist Dejan Miloloža, gitarist Tonći Trboglav, basist Josip Maglica.
Prvi singl, duet "Čekat ću te ja" (tekst i glazba Miroslav Mišo Bartulica, frontman grupe Bolero iz Sarajeva) izašao je 2006., drugi singl "Srce kupreško" izašao je 2007.godine, u suradnji s kupreškim KUD-om Napredak. Treći singl "Dika sa Dinare" izašao je 2009. godine kao duet s livanjskim KUD-om Podinarje Lištani. Četvrti singl je "Naša priča" 2011. godine. Peti singl izašao je 2011., pjesma "Majka sina ženi".
Prvi je album objavio nakon 9 godina postojanja. Na albumu je 12 pjesama od kojih su 9 novog prepoznatljvog pop zvuka, tri su kao bonus, od kojih su dvije prestavljene na melodijama Mostara. Album se zove Naša priča. Naslovna pjesma prvi put je izvedena na Melodijama Mostara 2011. i odnijela je treću nagradu publike. Pjesma „Momačko veče“ s Melodija Mostara 2013. osvojila je prvu nagradu dijaspore. Treća bonus pjesma je „Majka sina ženi“, nastala je koncem 2011. i bila je veliki radijski hit. Novih devet pjesama su nastale po uzoru na uspješan singl Naša priča. Na albumu su gostovali Jole (Joško Čagalj) i Jozo Vučić. Suradnici na ovom projektu su: Dragan Keškić-Gagi, Žarko Luketina, Dragana D. Maričić, Tea Grubeša, Frano Batinić – Ćane i Tomislav Perković.
Band je gostovao na FTV, TV KISS i dr., i često nastupa na TV Jadran u emisiji “Pisme za dušu”.

## Nagrade
- 3. nagrada publike na Melodijama Mostara za "Našu priču" 2011.[1]
- 1. nagrada dijaspore na Melodijama Mostara za "Momačko veče" 2013.[1]
- 2. nagrada publike na Melodijama Mostara 2017.[3]

## Vanjske poveznice
- Macao Band  Arhivirana inačica izvorne stranice od 5. kolovoza 2018. (Wayback Machine)
- Facebook
- Livno Online  Arhivirana inačica izvorne stranice od 27. travnja 2017. (Wayback Machine) "Macao band" ima novi spot: Bez ljubavi, 23. studenoga 2015.
- CMC Macao band predstavio novi singl i spot ‘Moja rano’
- Youtube Macao Band - Od svega jača, Croatia Records
- Discogs